# Корез
Коре́з (тадж. Корез) — село у складі Хатлонської області Таджикистану. Входить до складу Пахтаободського джамоату Шахрітуського району.
Назва села перекладається як «підземний канал». В радянські часи називалось участок Каріз.
Населення — 4131 особа (2017).